# Id

O "Iceberg da psicologia"

O id ou isso (em alemão es, "ele, isso") designa na teoria psicanalítica uma das três estruturas do aparelho psíquico. O id seria a fonte da energia psíquica (libido). É formado pelas pulsões - instintos, impulsos orgânicos e desejos inconscientes. Funciona segundo o princípio do prazer (em alemão Lustprinzip), ou seja, busca o que produz prazer e evita o que é aversivo. 
O id não faz planos, não espera, busca uma solução imediata para as tensões, não aceita frustrações e não conhece inibição. Ele não tem contato com a realidade. Busca satisfação na fantasia e pode ter o mesmo efeito de uma ação concreta para atingir um objetivo. O id desconhece juízo, lógica, valores, ética ou moral. É exigente, impulsivo, cego, irracional, antissocial e egoísta. 
Id é uma palavra latina com o significado de ele, isto.
De acordo com alguns autores, o id é inconsciente.